# Willa „Savoye”
Willa „Savoye” – modernistyczna willa w Poissy, zbudowana w latach 1928–1931 według projektu Le Corbusiera.
W 2016 budynek wpisano na listę światowego dziedzictwa UNESCO jako część obiektu: Dzieła architektury Le Corbusiera jako wybitny wkład do modernizmu.

## Informacje ogólne

Willa „Savoye”

Dom stoi w wolnej przestrzeni – powiązany z przyrodą poprzez otwarcie się na krajobraz. Okna są tak zaprojektowane jak kadr kamery i pokazują kolejne obrazy, a równocześnie do wnętrza wpuszczają światło, które również daje zaprogramowane efekty we wnętrzach. 
Sama architektura domu mimo otwarcia się na przyrodę, formalnie się jej przeciwstawia. Bryła domu jest prosta i unosi się w powietrzu nad ziemią na słupach z żelazobetonu (fr. pilotis), dzięki którym odrywa się od podłoża, a miękkie i zróżnicowane formy naturalne napotykają na twarde i geometryczne formy przestrzenne.
Dom został wyposażony w ogród na dachu płaskim.
Zbudowany został według pięciu zasad architektury nowoczesnej Le Corbusiera.
Dom ma 480 m² powierzchni, a sam salon ma 86 m². Wysokość pomieszczeń to 2,8 m.

## Chronologia dziejów willi
- 1928 – Pierre Savoye z małżonką zlecają Le Corbusierowi zaprojektowanie willi weekendowej i w tym samym roku akceptują przedstawiony projekt domu czyli „pudełko na słupach”[8], „maszyna do mieszkania”[9] oraz „świątynia epoki maszyn”[10]
- 1929 – początek budowy
- 1931 – małżeństwo wprowadza się do willi; w tym samym roku konieczne są prace poprawkowe – uszczelnienie okien i podniesienie wydajności ogrzewania
- 1940 do 1944 – willę okupują Niemcy, co powoduje poważne uszkodzenia budynku
- 1944 – willę zajęli amerykańscy żołnierze, którzy wyzwolili Poissy 26 sierpnia 1944
- 1958 – miasto Poissy przejmuje willę z zamiarem wybudowania na części działki nowego liceum, rozważa się nawet wyburzenie obiektu. Willa została udostępniona tymczasowo młodzieży studenckiej jako dom kultury[11]
- 1962 – miasto przekazuje zrujnowaną już willę państwu francuskiemu – podejmowane są pierwsze prace konserwacyjne
- 1963 – początek remontu kapitalnego przeprowadzonego przez architekta Jeana Dubuissona
- 1964 – dom został wpisany do rejestru zabytków jako pierwszy obiekt żyjącego architekta i jako pierwszy w stylu funkcjonalizmu we Francji[12]
- 1985 do 1992 – kolejny remont i rekonstrukcja (architekt Jean-Louis Véret)

## Galeria

Widok ogólny.
Zbliżenie frontu willi z zaokrągloną formą solarium na dachu.
Z tyłu budynku jest pokój szofera, jego kuchnia, łazienka, garaż i pralnia.
Taras.
Widok z ogrodu na dachu.
Okna tarasowe, przesuwne.
Rampa i schody na dach.
Spiralne schody wewnątrz.
Rampa wewnętrzna.
Łazienka z leżakiem wyłożonym kafelkami.
Widok z solarium na ogród na dachu.
Otoczenie willi.